# Saint-Jean-de-la-Neuville
Saint-Jean-de-la-Neuville è un comune francese di 566 abitanti situato nel dipartimento della Senna Marittima, nella regione della Normandia.

## Società

### Evoluzione demografica
Abitanti censiti